# ASRock
 (août 2012).
Si vous disposez d'ouvrages ou d'articles de référence ou si vous connaissez des sites web de qualité traitant du thème abordé ici, merci de compléter l'article en donnant les références utiles à sa vérifiabilité et en les liant à la section « Notes et références ».
ASRock Inc. est un fabricant de cartes mères, de systèmes industriels et de Home Theater Personal Computer (HTPCs) basé à Taiwan et dirigé par Ted Hsu.
La société a été créée en 2002 et est actuellement intégrée à la Pegatron Corporation.

## Historique
ASRock est à l’origine une structure dérivée d’Asus créée en 2002 pour affronter des concurrents comme Foxconn sur le marché de l’intégration Original Equipment Manufacturer (OEM). Depuis, ASRock a étendu ses activités à la vente au détail et l’objectif de montée en gamme a été fixé en 2007 avec l’entrée en bourse réussie de la société sur la Bourse de Taïwan.
ASRock a vendu 8 millions de cartes mères en 2011, lorsque Elitegroup Computer Systems (ECS) et Micro-Star International (MSI) affichaient des chiffres de vente respectifs de 7 millions d’unités. Ces chiffres, mentionnés par DigiTimes, placent ASRock au troisième rang mondial derrière Asus et Gigabyte Technology.

## Produits et services
Au-delà de ses cartes mères, ASRock produit également des mini PCs. Pour la première fois, trois produits ASRock ont été sélectionnés en 2012 pour intégrer la liste finale des compétiteurs pour le 2012 Taiwan Brand Award. Ces produits ont ensuite été utilisés par le External Trade Development Council (Conseil de développement du commerce extérieur) dans le cadre de la promotion de l’image des marques taïwanaises. En 2012, ASRock entre dans le marché des PCs industriels et des cartes mères pour serveurs, avec pour objectif d’améliorer encore ses bénéfices à l’avenir.

## Présence sur le marché
ASRock est membre du top 3 mondial des fabricants de cartes mères et les canaux de distribution de ses produits incluent les magasins d’électronique, les boutiques de PCs, les boutiques de gadgets ainsi que les enseignes de vente en ligne. En 2011, L’Europe représentait 37,68 % des ventes, l’Amérique centrale et l’Amérique du Sud représentait 21,13 %, la région Asie-Pacifique 40,95 % et les autres marchés totalisaient 0,24 %. ASRock enregistre ses meilleurs résultats en Europe et en Asie.

## Logos

Logo entre 2002 et 2009.
Logo depuis 2009.

## Position sur le marché
Selon le rapport annuel de DigiTimes pour 2011, ASRock réussit avec succès à développer sa propre marque et affiche une progression très rapide ces dernières années.